# لودواسيا مالديفية
لودواسيا مالديفية أو جوز الهند البحري أو نارجيل البحر أو نارجيل بحري (الاسم العلمي: Lodoicea maldivica) هو نوع نباتي يتبع جنس اللودواسيا من فصيلة الفوفلية.